# 艾斯
艾斯（法語：Ayse，亦作，法語發音：[aiz]）是法国上萨瓦省的一个市镇，位于该省东北部，阿尔夫河右岸，属于博讷维尔区。

## 地理
艾斯（46°4'57"N, 6°26'13"E）面积10.48 平方千米，位于法国奥弗涅-罗讷-阿尔卑斯大区上萨瓦省，该省份为法国东部省份，历史上为薩伏依的一部分，北与瑞士接壤，西接安省，南至萨瓦省，东与瑞士和意大利接壤。
与艾斯接壤的市镇（或旧市镇、城区）包括：博訥維爾、马里尼耶、圣让德托洛姆、圣茹瓦尔、武日。
艾斯的时区为UTC+01:00、UTC+02:00（夏令时）。

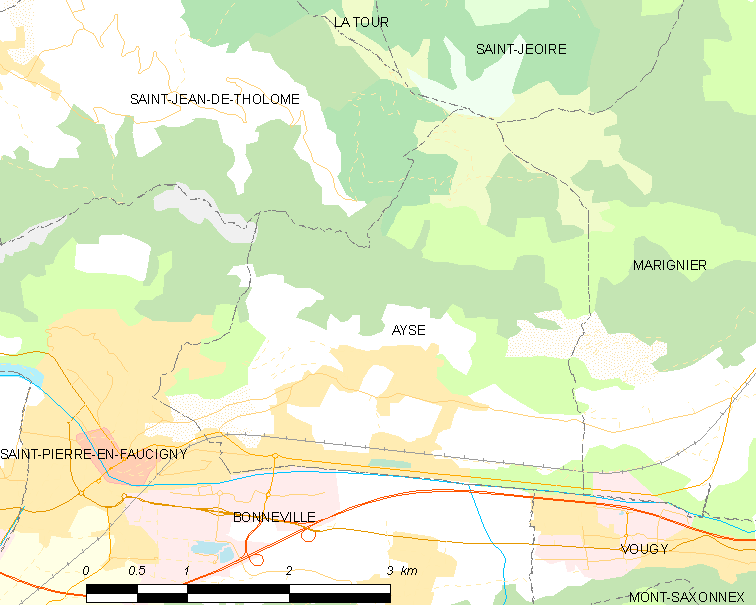
艾斯的OSM定位图

## 行政
艾斯的邮政编码为74130，INSEE市镇编码为74024。

## 政治
艾斯所属的省级选区为博讷维尔县。

## 交通
上萨瓦省省道D6线、D27A线和D19线经过境内。

## 人口

1962-2008年间艾斯人口变化图示

艾斯于2022年1月1日时的人口数量为2325人。